# D. J. Enright
Dennis Joseph „D. J.“ Enright, OBE (* 11. März 1920 in Leamington Spa, Warwickshire, England; † 31. Dezember 2002 in London) war ein britischer Dichter und Literaturkritiker, dessen trockene, präzise, intellektuell klare Dichtung und Prosa von ironischer Ausgeglichenheit und seinem starken sozialen Bewusstsein geprägt ist. Er gehörte in den 1950er Jahren zur Autorengruppe The Movement. Ein Großteil seiner Kindheit und Jugend lässt sich in seiner Gedichtfolge The Terrible Shears. Scenes from a Twenties Childhood (1974) erahnen, in der er reuevoll und unterhaltsam Momente in einer armen anglo-irischen Familie im vornehmen Leamington festhielt. 1974 wurde er mit dem Cholmondeley Award sowie 1981 mit der Queen’s Gold Medal for Poetry ausgezeichnet. 1998 wurde er zudem Companion der Royal Society of Literature.

## Leben

### Studium, Dozent in Alexandria und Beginn der schriftstellerischen Tätigkeit
Dennis Joseph „D. J.“ Enright war das ältere Kind und einziger Sohn des Postboten George Roderick Enright und dessen Ehefrau Frau Grace Cleaver. Der aus Irland stammende Vater wurde in seinen Werken als „verfallener Katholik“ charakterisiert, der im Ersten Weltkrieg an der Schlacht an der Somme und der Schlacht von Gallipoli teilgenommen hatte, während seine aus Wales stammende Mutter eine wesleyanische Methodistin war. Mit einem Stipendium absolvierte er nach dem Besuch des Leamington College ein Studium am Downing College der University of Cambridge, wo der Literaturwissenschaftler F. R. Leavis zu seinen Professoren gehörte. Noch während seines Studiums schrieb er Beiträge zu der von Leavis herausgegebenen Literaturzeitschrift Scrutiny, Aufsätze und Besprechungen deutscher und englischer Literatur. Nachdem er 1944 sein Studium mit einem Bachelor of Arts (BA) abgeschlossen hatte, wurde er als Kriegsdienstverweigerer während des Zweiten Weltkrieges zur Landarbeit und zum Fahren von landwirtschaftlichen Lastwagen eingeteilt.
Nach Kriegsende fand Enright keine Stelle an einer britischen Universität, sondern nahm 1947 eine Lehrtätigkeit an der Faruq-Universität in Alexandria auf. Dort veröffentlichte er 1948 seinen ersten Gedichtband Season Ticket, der von einer lokalen Presse herausgebracht wurde und die Aufmerksamkeit so kritischer Persönlichkeiten dieser Zeit wie Alan Pryce-Jones und Raymond Mortimer erregte. Er schrieb viele weitere Gedichte in Ägypten und veröffentlichte auch sein erstes Prosabuch A Commentary on Goethe’s Faust (1949), das in den USA vom Verlag New Directions herausgebracht wurde. Dies basierte bis zu einem gewissen Grad auf Arbeiten, die zuerst in Scrutiny erschienen waren. Es war allerdings auch ein Nebenprodukt seiner Dissertation zum Doktor der Literaturwissenschaften (DLitt), die er merkwürdigerweise an der Universität Alexandria anfertigte: eine auf Englisch verfasste Dissertation über drei deutsche Dichter (Friedrich Hölderlin, Rainer Maria Rilke und Stefan George), die er auf Französisch verteidigen musste vor einem Gremium der dort lehrenden Professoren. Das Nachkriegsägypten, in dem er angekommen war, war nicht länger der seltsam unkonventionelle Ort des zeitweiligen intellektuellen Exils, das von Namen wie Robert Liddell, Bernard Spencer, Terence Tiller, Percy Howard Newby und Robin Fedden, die alle dort zwischen 1940 und 1945 an ägyptischen Universitäten unterrichteten, oder Keith Douglas, Lawrence Durrell, George Sutherland Fraser und Olivia Manning, die die Kriegsjahre zeitweise in Ägypten verbrachten, geprägt war. Dies waren die letzten Jahre des korrupten und dekadenten Regimes von König Faruq, dessen Land am Rande extremer und gewaltsamer Veränderungen stand.
Enright verwendete später außerdem viel Material aus seiner Zeit in Ägypten im ersten seiner vier Romane Academic Year (1955). In Academic Year und in einigen seiner damaligen Gedichte reflektierte er eine Mischung aus Anarchie und Unterdrückung, Nihilismus und Nervosität, Aufständen und Gerüchten über Aufstände und Staatsstreiche sowie die üblicheren Studentenstreiks. Aber sein sardonisches Temperament reagierte auch mit Freude auf unzählige Anlässe der Belustigung: die im Klo installierte Vervielfältigungsmaschine zum Ausdrucken von Prüfungsbögen, die verblüffend unauffälligen Antworten, die während der fieberhaften Prüfungsrituale geschrieben wurden, die Spielarten des arabischen Studentenenglisch – flehend, charmant, schmeichlerisch, unverschämt:
„Wir alle ehren Sie, Sir, Sie sind unser Lehrer. Aber wir können heute nicht arbeiten – es ist der „Down with Britain“-Tag, bitte entschuldigen Sie, Sir.“
‚We all honour you, sir, you are our teacher. But we cannot work today—it is Down with Britain day, if you will excuse it, sir.‘.

### Hochschullehrer in Birmingham und Kōbe
1950 kehrte D. J. Enright mit seiner Frau Madeleine nach Großbritannien zurück, wo er als Organisationstutor an der außeruniversitären Fakultät der University of Birmingham im Black Country ernannt worden war. In einer Zeit der Nachkriegssparmaßnahmen begann er, sich in Großbritannien als Dichter und Kritiker in Zeitschriften wie The Listener (ermutigt von J. R. Ackerley), The New Statesman (für Raymond Mortimer und Janet Adam Smith), Essays in Criticism (für F. W. Bateson) und The Times Literary Supplement (für Alan Pryce-Jones) zu etablieren. Obwohl er kein Katholik war, verfasste er eine Zeitlang Rezensionen für die katholische Zeitschrift The Month, und in deren Ausgabe vom November 1951 hatte er die Auszeichnung, der einzige Rezensent von Philip Larkins kleiner Selbstveröffentlichung zu dessen Gedichtband XX Poems zu sein. In New Poems 1952, der ersten der Anthologien des Autorenverbandes PEN International, veröffentlichte er drei Gedichte neben Gedichten von Kingsley Amis und Robert Conquest, die wie er und Donald Davie, Thom Gunn, Iris Murdoch, John Wain, Philip Larkin und Elizabeth Jennings in den 1950er Jahren zur Autorengruppe The Movement gehörten. Diese antiromantische, rationalistische Gruppe bezog sich gern auf den Dichter und Literaturkritiker William Empson. Diese Lyriker sind nüchtern, manchmal ironisch und witzig und wenden sich mit Vorliebe Alltagsgegenständen zu. Ein wichtiger Antrieb zum Schreiben ist die Auseinandersetzung mit der jüngeren Geschichte, insbesondere auch der deutschen. Die Thematik zieht sich seit den fünfziger Jahren bis heute durch die englische Lyrik, von D.J. Enright über Michael Hamburger und Geoffrey Hill bis zu James Fenton.
1953 nahm Enright eine Stelle als Gastprofessor an einer wohlhabenden Privatuniversität in Japan, der Kōnan-Universität in der Nähe von Kōbe, im Kansai genannten Mittelland des Landes, an. Die dortige von 1953 von 1956 dauernde Tätigkeit brachte einige seiner besten früheren Gedichte hervor, darunter so weit verbreitete Anthologisierungen wie „The Short Life of Kazuo Yamamoto“ und „The Noodle-Vendor’s Flute“. Er verfasste auch eines der lebhaftesten Prosabücher der Nachkriegszeit über Aspekte des modernen Japans, The World of Dew (1955), mit seiner charakteristischen Widmung „An die Vereinigung des guten Willens mit dem gesunden Menschenverstand“ (‚To the union of goodwill to commonsense‘). Er hatte 1953, kurz bevor er in Japan ankam, fast proleptisch seinen ersten vollständigen Gedichtband, The Laughing Hyena, veröffentlicht. Die Widersprüche und Ironien Japans waren gutes Material. Das Japan, das Enright kennenlernte, war ein noch vom Krieg verwüstetes, verarmtes Land, mehrere Jahre vor dem „Wirtschaftswunder“ der 1960er Jahre und später. Als Dichter erkannte er, was er um sich herum sah, und machte Gebrauch von dem, was er sah. Abgesehen von The World of Dew fand von seinen japanischen Jahren sein Gedichtband Bread Rather than Blossoms (1956) Beachtung, wobei der Titel eine Version des japanischen Sprichworts „hana yori dango“ („Knödel vor Blumen“) ist. Einer seiner einflussreichsten Schritte während seiner Jahre in Japan war des Weiteren die Herausgabe der Anthologie Poets of the 1950s, die in dem etablierten Verlag für Bücher über Anglistik Gakushū Kenkyūsha in Tokio erschien. Dieses erschien Anfang Januar 1956, einige Monate vor Robert Conquests New Lines, und enthielt alle Dichter in Conquests Buch mit Ausnahme von Thom Gunn, dessen Werk Enright damals noch nicht gelesen hatte. Es wurde zu einem der wichtigsten Texte der Literaturgeschichte oder zumindest der Literaturgeschichte von The Movement.

### Hochschullehrer in Berlin und Bangkok
Nachdem er Japan verlassen hatte, nahm Enright zwischen 1956/57 eine kurze Anstellung an der Freien Universität Berlin an. Es folgte eine Tätigkeit in Thailand, wo er von 1957 bis 1959 eine British-Council-Professur für englische Sprache an der Chulalongkorn-Universität in Bangkok innehatte. Doch auch hier gab es unliebsame Zwischenfälle, wie seine kurze Inhaftierung im Gefängnis nach einer Auseinandersetzung mit mehreren Polizisten, die in der schmalen Straße geparkt hatten, die zum Eingangstor der Enrights führte, während sie ein Bordell besuchten. Ein Beamter, der viel Beschimpfungen von sich gab, trat Enright, woraufhin Madeleine Enright den Offizier schlug, alles in eine Schlägerei ausartete, und Enright festgenommen wurde. Der ganze Vorfall wurde später in Memoirs of a Mendicant Professor (1969) mit dem charakteristischen düsteren Witz beschrieben. Er hatte auch eine Übertretung begangen, indem er eine Zeit lang in Thailand mit dem Opiumrauchen begonnen hat: Der Vertreter des British Council und einige hochrangige Mitarbeiter des britischen Botschaftspersonals missbilligten dies. Auch einige seiner veröffentlichten Gedichte wurden als peinlich empfunden, wie zum Beispiel eines, das sich auf die Erschießung mehrerer Straftäter an der Wand der Nationalbibliothek bezog. Das Gedicht meinte respektvoll, dass es kulturell schädlich sei, Menschen an den Wänden von Bibliotheken zu schießen, und wies darauf hin, dass wir in Europa so etwas diskreter in Kellern und anderen Orten machten.
Obwohl sein Engagement in Bangkok wegen dieser „Schwierigkeiten“ vorzeitig beendet wurde, half der British Council in London Enright loyal weiter, bis sich etwas anderes ergab. Tatsächlich schrieb er mit charakteristischer augenzwinkernder Ironie über die Büros des British Council in der Davies Street in London:
„Ein Segen auf seinem Kopf! Sich aus einem Büro kriechend, ein gebrochener Mann, ein entlarvter Pornograf, Hurenhändler, Dipsomane und Opiumsüchtiger, sein Malen in Fetzen gerissen, würde man ein anderes Büro betreten, um sich als Held der Arbeit, als Experte, als ausgezeichneter Akademiker, flehte auf fast gebeugten Knien an, gnädig genug zu sein, in der ersten Klasse nach Indien zu fliegen und seine Süße und sein Licht zu verbreiten.“
‚A blessing on its head! Cringing one's way out of one office, a broken man, an exposed pornographer, whoremonger, dipsomaniac, and opium addict, one's painter torn to ribbons, one would enter another office to find oneself a hero of labour, an expert, a distinguished academic, besought on almost bended knees to be gracious enough to fly first class to India and spread one's sweetness and light.‘

### Hochschullehrer in Singapur
1960 übernahm D. J. Enright die Johore-Professur für englische Sprache an der National University of Singapore, die er bis 1970 innehatte, seine längste akademische Anstellung und seine letzte im Ausland. Diese Berufung begann mit seiner lebhaft und kontrovers diskutierten Antrittsvorlesung, die den unumstrittenen Titel „Robert Graves und der Niedergang der Moderne“ trug. Es waren aber vielmehr seine vorläufigen Kommentare zur Kulturpolitik der neu gewählten Regierung von Singapur von Premierminister Lee Kuan Yew, die Schlagzeilen machten und eine heftige Reaktion der Regierung hervorriefen. Der Vortrag forderte Singapur und die Föderation Malaya auf, kulturell offen zu bleiben und sich nicht einer „Sarong-Kultur mit Pantun-Wettbewerben und so weiter“ zu widmen. Der amtierende Minister für Recht und Arbeit berief Enright in sein Büro und bezeichnete ihn in einem späteren Brief als „Bettelprofessor“ – ein Beiname, den Enright in seinen späteren Memoiren zu seinem eigenen Vorteil verwendete. Nichtsdestotrotz arbeitete weiterhin an der Universität, wo er den jungen Romanautor Paul Theroux anstellte, der später über ihn schrieb:
„Die meisten Leute, die ich treffe, sagen mir, was für ein absoluter Schatz Dennis Enright ist, aber er erschien mir immer ziemlich zäh und fähig, wild zu sein, wie schüchterne Menschen oft sind“
‚Most people I meet tell me what an absolute sweetheart Dennis Enright is, yet he has always struck me as being rather tough, and capable of being fierce, as shy people often are.‘
Mit der zunehmend autoritärer werdenden Regierung von Premierminister Lee Kuan Yew gab er 1970 seine Lehrtätigkeit an der National University of Singapore auf.

### Mitherausgeber vonEncounter, Hochschullehrer in Leeds und Redaktionsleiter vonChatto & Windus
Nach seiner Rückkehr nach Großbritannien wurde Enright 1970 Mitherausgeber der monatlich erscheinenden Literaturzeitschrift Encounter, in der er für das literarische und kulturelle Material zuständig war. Daneben übernahm er eine Teilzeitstelle als Dozent für englische Sprache an der University of Leeds. Als ihn der Verlag Chatto & Windus bat die Stelle als Leiter der Redaktion zu übernehmen, gab er seine Tätigkeit bei Encounter auf und begann 1974 unter der Herausgeberin Norah Smallwood zu arbeiten. Bei Chatto & Windus war er für ein breites Sortiment von Titeln verantwortlich, einschließlich der Gedichtliste, die von Cecil Day-Lewis begonnen worden war. Bedeutungsvoll war ferner die enorme Überarbeitung von Marcel Prousts Auf der Suche nach der verlorenen Zeit, das 1981 in einer von Terence Kilmartin ersten vollständigen Überarbeitung der Übersetzung von Charles Kenneth Scott Moncrieff erschien.
Zugleich verfasste er zahlreiche dichterische und prosaische Werke wie Gedichtfolge The Terrible Shears. Scenes from a Twenties Childhood (1974), in der er einen Großteil seiner Kindheit sowie Jugend erahnen lässt und reuevoll und unterhaltsam Momente in einer armen anglo-irischen Familie im vornehmen Leamington festhielt. 1974 wurde er mit dem Cholmondeley Award ausgezeichnet; weitere Werke jener Zeit waren Paradise Illustrated (1978) und A Faust Book (1979) sowie 1981 erschienener erster Band der Collected Poems, der bis zu seinem Tod 2002 mehrfach ergänzt wurde. 1981 wurde ihm darüber hinaus die Queen’s Gold Medal for Poetry verliehen.

### Freiberuflicher Schriftsteller
Nachdem er 1982 seine Tätigkeit im Verlag Chatto & Windus beendet hatte, veröffentlichte Dennis Joseph Enright in den 1980er Jahren als freiberuflicher Schriftsteller zudem eine beträchtliche Anzahl literaturkritischer Arbeiten, nicht nur Rezensionen und kritische Essays, sondern gab auch eine Reihe von Büchern und mehrere Anthologien heraus, wie das Oxford Book of Death (1983) und die Faber Book of Fevers and Frets (1989) und solche Werke wie Fair of Speech: the Uses of Euphemism (1985) und The Alluring Problem: an Essay on Irony (1986). Zu seinem siebzigsten Geburtstag 1990 erschien unter Titel Life by Other Means eine von Jacqueline Simms, seiner langjährigen Lektorin bei Oxford University Press, herausgegebene Festschrift, die erinnernde und kritische Stücke von einundzwanzig Dichtern, Romanautoren, Kritikern und ehemaligen Kollegen wie A. S. Byatt, Donald Davie, Douglas Dunn, P. N. Furbank, Blake Morrison, Peter Porter und Paul Theroux enthielt. Er war aber auch als Übersetzer tätig und übertrug Werke von Dichter wie Marin Sorescu in die englische Sprache.
Für seine Verdienste wurde ihm 1991 das Offizierskreuz des Order of the British Empire (OBE) verliehen. Drei späte Bücher waren die „alltäglichen“ Sammlungen, die er zusammenstellte – Gedanken, die durch seine Lektüre ausgelöst wurden, plötzliche Pensées, skurrile Beobachtungen zu Wörtern, Einstellungen, Menschen, Erfahrungen: Interplay (1995), Play Resumed (1999) und Injury Time (2003). 1998 wurde er von der Royal Society of Literature zum Companion of Literature ernannt.
Seine späteren Jahre waren von körperlichen Krankheiten wie Nieren- und Blasenprobleme, rheumatoide Arthritis und Krebs, der von einer Niere ausging, geprägt, aber diese nutzte er typischerweise in „Krankenhausgedichten“ und schiefen Notizen in seinen alltäglichen Büchern. Er nannte sich selbst einmal einen „desillusionierten Liberalen“, entschied dann aber, dass das Wort nicht ganz zutreffend sei: „Sagen wir eher ‚gezüchtigt‘. Was du nicht vergöttert hast, kann dich nicht so völlig enttäuschen. Was „liberal“ angeht, glaube ich nicht, dass es mir jemals als Schimpfwort erscheinen wird“ (“Chastened” let us rather say. What you have not deified cannot fail you so utterly. As for “liberal”, I don't think it will ever come to seem a dirty word to me). Er starb am 31. Dezember 2002 im Trinity Hospice im Londoner Stadtteil Clapham an Blasenkrebs.
Enright hatte im Februar 1946 in Warwick die zwanzigjährige Daisy Emily Chainey geheiratet, die ihn aber in Ägypten verließ und 1949 den walisischen Gelehrten und Übersetzer Gwyn Williams heiratete. Enright war darüber verzweifelt und sprach selten von der Ehe. Um ein schnelles und einvernehmliches Scheidungsverfahren zu gewährleisten, ließ er sich als Schuldiger sehen. Er hatte bereits Madeleine Harders kennengelernt, die Witwe des französischen Dichters und Schriftstellers Marius Grout, der 1943 den Prix Goncourt erhielt. Sie unterrichtete am Lycée Française in Alexandria. Aus dieser 1949 geschlossenen Ehe ging die Tochter Dominique Enright hervor, die als Verlegerin tätig ist.

## Veröffentlichungen
- Commentary on Goethe’s Faust, 1949, Neuauflagen 1970, 1980
- The laughing hyena, 1953
- Coriolanus. Tragedy or debate?, 1954
- Academic year. A novel, 1955
- Literature for man’s sake. Critical essays, 1955
- The world of dew. Aspects of living Japan, 1955
- Bread rather than blossoms, 1956
- The year of the monkey, 1956
- The apothecary’s shop. Essays on literature, 1957
- Heaven knows where. A novel, 1957
- The poetry of living Japan. An anthology, Mitherausgeber Ninomiya Takamichi, 1957
- Poets of the 1950’s. An anthology of new English verse, 1958
- Insufficient poppy. A novel, 1960
- Some men are brothers, 1960
- Robert Graves and the decline of modernism. Inaugural lecture delivered on 17 November 1960 in the New Lecture Theatre, 1960
- Addictions, 1962
- English critical texts. 16th century to 20th century, 1962
- Figures of speech, 1965
- The old Adam, 1965
- Conspirators and poets, 1966
- Selected poems, 1968
- Unlawful assembly, 1968
- Jasmin, Opium, Benzin, 1968
- Memoirs of a Mendicant Professor, 1969
- The typewriter revolution & other poems, 1971[7]
- Foreign devils, 1972
- „A kidnapped child of heaven“. The poetry of Arthur Hugh Clough, 1972
- Daughters of earth, 1972
- Man is an onion. Reviews and essays, 1973
- Rhyme times rhyme, 1974
- The terrible shears. Scenes from a twenties childhood, 1974
- Sad ires and others, 1975
- The joke shop, 1976
- Wild ghost chase, 1978
- Paradise illustrated, 1979
- Shakespeare and the Students, 1979
- Beyond land’s end, 1979
- Walking in the Harz Mountains, Faust senses the presence of God. A poem, 1979
- A Faust book, 1979
- The Oxford book of contemporary verse, 1945–1980, 1980
- Collected poems, 1981
- A mania for sentences, 1983
- Fair of speech. The uses of euphemism, 1985
- Instant chronicles. A life, 1985
- Collected poems, 1987, 1987
- Fields of vision. Essays on literature, language, and television, 1988
- The Alluring Problem, 1986, Neuauflage 1988
- Ill at ease. Writers on ailments real and imagined, 1989
- Selected Poems 1990. Oxford Poets, 1990
- Under the circumstances. Poems and proses, 1991
- The Oxford book of friendship, Mitherausgeber David H. Rawlinson, 1991
- The way of the cat, 1992
- Old men and comets. Oxford Poets, 1993
- The Oxford book of the supernatural, 1994
- The Oxford Book of Verse, 1945–80, 1995
- Interplay. A kind of commonplace book, 1995
- By-blows. British Poets, 1996
- Telling Tales. Oxford Poets, 1997
- George Herbert, 1997
- Collected Poems 1948–1998. Oxford Poets, 1998
- Play resumed. A journal, 1999
- Signs and wonders. Selected essays, 2001
- The Oxford Book of Death. Oxford Books of Prose, 2002

posthum
- Injury Time. A Memoir, 2003

in deutscher Sprache
- Jasmin, Opium, Benzin, Übersetzung Eva Bornemann, 1968
- Gedichte. Zweisprachig, Übersetzung Helmut Winter, 1996, ISBN 978-3-930978-29-8

## Hintergrundliteratur
- William Walsh: D. J. Enright. Poet of Humanism, 1974, Neuauflage 2010
- Jacqueline Simms: Life by Other Means, Festschrift, 1990
- Gero von Wilpert: Lexikon der Weltliteratur. Fremdsprachige Autoren, S. 518, Band I A–K, Stuttgart 2004, 2008, ISBN 978-3-520-84301-2.